# Дитячий садок заводу «Арсенал»
Дитя́чий садо́к № 1 «Орля́тко» заво́ду «Арсена́л» — функціонуючий дитячий садок та пам'ятка архітектури в Печерському районі міста Києва. Найстаріший дитячий садок Києва, організований 1924 року, сучасна будівля зведена у 1939 році архітектором Йосипом Каракісом.

## Історія
Дитячий садок № 1 є найстарішим дошкільним навчальним закладом Києва. Він був організований ще в 1924 році, на прохання жінок-співробітниць заводу «Арсенал». Незмінним керівником дитячого садка «Орлятко» у 1924-1967 роках була заслужений вчитель УРСР Юлія Федорівна Петраківська.  За час педагогічної діяльності вона розробила унікальну систему роботи дошкільного закладу, досвід якого був відомий не лише освітянам Радянського Союзу, а й педагогам інших країн.
Спершу дитсадок розташовувався у будинку № 11 по сучасній вулиці Івана Мазепи, його відвідували 20 дітей.. З часом кількість дітей, що відвідували дитсадок, зростала. Спочатку він містився в одній кімнаті, потім — у двох, пізніше садок переїхав у багатокімнатну квартиру; неодноразово визнавався зразковим закладом та отримував нагороди. Дитсадок також мав власний літній дитячий майданчик на схилах Дніпра. У 1937 році за розпорядженням керівництва заводу «Арсенал» був створений проект окремого приміщення для дитячого садочка і почалося будівництво. Це був перший дитячий садок у Радянському Союзі, зведений за індивідуальним проектом.
Дитсадок «Орлятко» мав стати зразковим закладом, його неофіційна назва була «Палац дитячого щастя». Він був розрахований на 140 дітей, кожна дитяча група мала свою спальню та кімнату для ігор, що виходила на веранду. Площа актового залу становила 140 м², висота стелі — 6,5 м. Над актовим залом розташовувався спортивний зал. На верхньому поверсі розташовувалися балкони-солярії, де влітку діти могли засмагати. Для дитсадка були виготовлені спеціальні дитячі меблі, безпечні для дітей — круглі табурети, шафи зі шторками замість дверцят, шестигранні столи тощо.
Дитячий сад у новій будівлі почав працювати 17 квітня 1940 року. Того ж року кількість дітей, яких обслуговував дитсадок, виросло до 220 осіб.
Дитсадок був експериментальним майданчиком для наукових досліджень українського науково-дослідного інституту педагогіки, неодноразово брав участь у ВДНГ СРСР, у 1967 році вийшов документальний фільм про садок «Орлятко». За роки роботи був відзначений багатьма нагородами і медалями ВДНГ СРСР, Почесною грамотою заводу «Арсенал» та ін.
У 1995 році міська влада намагалася закрити дитячий садок і перепрофілювати його приміщення, але активні протести з боку суспільства допомогли оборонити садок. У 2000 році він був переведений на баланс Печерського району. Був проведений капітальний ремонт, придбано нове обладнання. Але наприкінці 2008 року дитсадок був переданий з балансу Печерського району на баланс міста і закріплений за Педагогічним університетом ім. Б. Грінченка «з метою апробації нових навчальних програм». На початку 2009 року міська влада таємно виставила будівлю на аукціон, проте на захист дитячого садка стали київські депутати, прокурор та пересічні кияни. 25 березня 2009 року Київська міська рада скасувала рішення про приватизацію будівлі.
Сусідній садок-ясла № 342 «Світлячок», був зруйнований у другій половині 2000-х років. На його місці зведено багатоповерховий житловий комплекс «Даймонд-хілл»

## Архітектура

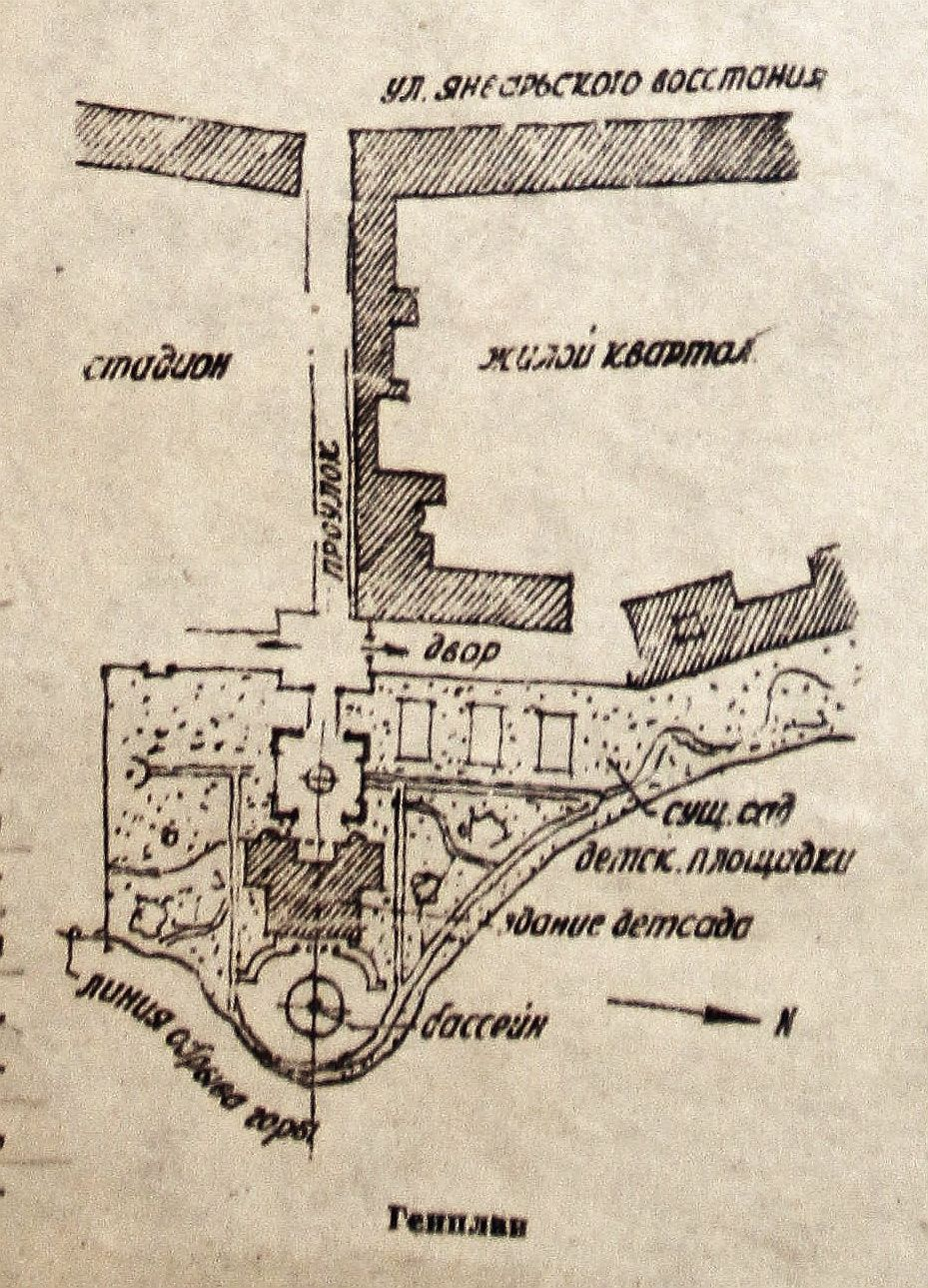
Генеральний план будівництва дитячого садка «Орлятко»

На початку 1930-х років почалося будівництво житлового комплексу для військовослужбовців Київського (тоді він називався Українським) військового округу між Арсенальною площею та Аскольдовим провулком. На місці, де планувалося будівництво, були залишки садиби останнього гетьмана України Кирила Розумовського та споруди Пустинно-Микільського монастиря. Авторами проекту комплексу були архітектори Й. Каракіс та І. Заславський. За задумом Каракіса тут мав бути ансамбль з житлових будівель, який враховував би особливості рельєфу та навколишнього середовища. Задум був реалізований лише частково. З боку Арсенальної площі був зведений будинок № 3-5, який в сучасному Києві має неофіційну назву «будинок-літак», а з іншого боку запланованого комплексу, на верхній терасі схилу Дніпра — будівля дитячого садка, що призначався для дітей робітників і службовців заводу «Арсенал».
Будинок триповерховий з підвалом, цегляний, тинькований, має складну композицію у вигляді двозубої виделки. Основний об'єм будинку зведений за принципом центрально-осьової симетрії. тут один над одним розташовані актовий і спортивний зали. До них прилягають їдальні, а на верхньому поверсі — тераси-солярії. У боковий крилах будівлі розташовані групи кімнат з еркерами та наріжними лоджіями. Перекриття пласкі, дерев'яні, дах бляшаний.
В архітектурі будинку чітко простежуються риси класицизму, зокрема, яскраво виділяються групи колон іонічного ордеру на обох фасадах будівлі. Фасад, звернений до Аскольдового провулку, має з боків два симетричні ризаліти-крила, які поєднані між собою колонадою з рустованих пілонів під архітравом і утворюють невеликий затишний курдонер. Головний вхід знаходиться по центральній осі фасаду та має арковий дверний проріз.
Фасад, звернений до Дніпра, оформлений більш урочисто. В його центрі на рівні другого-третього поверхів встановлено портик з чотирма колонами та трикутним фронтоном, на фризі якого у техніці сграфіто виконано панно на тему дитинства. Обабіч портика влаштовано дугоподібні пандуси.
Класицистичні фасади пом'якшуються рустуванням стін, фарбованих у блакитний колір, лоджіями і терасами, різними за формою віконними і дверними прорізами.
За задумом архітектора Каракіса, від садка мали йти великі сходи до Аскольдової могили, проте це так і не було втілено у життя.

## Відгуки
Архітектор Я. А. Штейнберг, сучасник Й. Каракіса, зазначав:
|  | Надлишкова, можливо, класичність фасадів надолужується майстерністю виконання і розумінням теми. Чотириколонний портик легкий, ажурний та добре запам'ятовується. Оригінальний текст (рос.) Излишняя, может быть, классичность фасадов искупается мастерством выполнения и пониманием темы. Четырехколонный портик легок, ажурен и хорошо запоминается. |